# Посольство Украины в Испании
Посольство Украины в Испании (укр. Посольство України в Іспанії) — главная дипломатическая миссия Украины в Королевстве Испания, расположена в столице страны Мадриде.

## Посольство
Основная задача посольства Украины в Мадриде — представлять интересы Украины, способствовать развитию политических, экономических, культурных, научных и других связей, а также защищать права и интересы граждан и юридических лиц Украины, которые находятся на территории Испании и Княжества Андорра.
Посольство способствует развитию межгосударственных отношений между Украиной и Испанией на всех уровнях, с целью обеспечения гармоничного развития взаимных отношений, а также сотрудничества по вопросам, представляющим взаимный интерес. Посольство исполняет также консульские функции.

## История дипломатических отношений
Королевство Испания признала провозглашённую 24 августа 1991 года Украину 31 декабря того же года. 30 января 1992 года были установлены дипломатические отношения между Украиной и Испанией. В июне 1995 года начало свою работу посольство Украины в Мадриде.

## Послы Украины в Испании
1. Александр Иванович Гнедых (1995—1997) временный поверенный
2. Александр Сергеевич Тараненко (4 февраля 1997 — 12 января 2004)[2][3]
3. Олег Викторович Власенко (2004—2006) временный поверенный
4. Анатолий Анатольевич Щерба (10 мая 2006 — 23 февраля 2012)[4][5]
5. Владимир Ярославович Красильчук (2012) временный поверенный
6. Сергей Алексеевич Погорельцев (5 июля 2012 — 19 октября 2015)[6][7]
7. Анатолий Анатольевич Щерба (11 марта 2016 — 2 июля 2020)[8][9]
8. Сергей Алексеевич Погорельцев (2 июля 2020 — 21 июля 2025)[10][11]
9. Юлия Сергеевна Соколовская (с 21 июля 2025)[12]